# Cacilda de Toledo

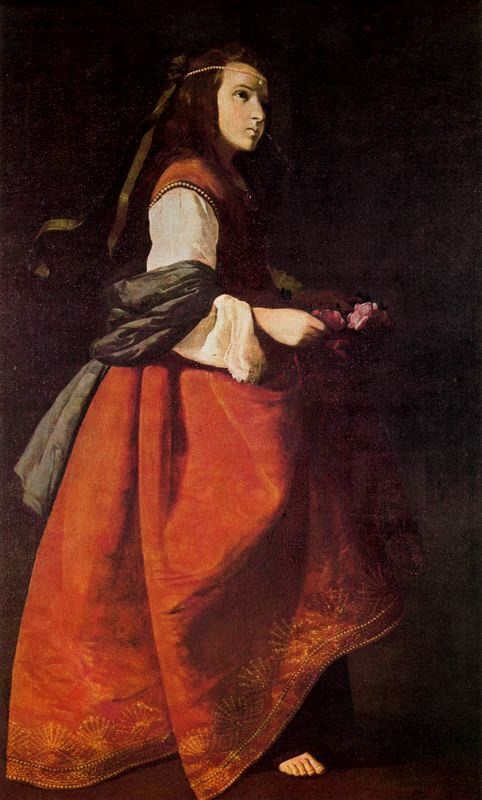
Santa Cacilda, pintura à óleo em tela por Francisco de Zurbarán.

Santa Cacilda ( - +  Briviesca, 1007) foi uma princesa moura que fruto da perseguição que foi feita pelo pai contra a sua religiosidade cristã, se tornou eremita e que é muito venerada em Burgos, Toledo e Saragoça.
Tem a particularidade, tal como à Rainha Santa Isabel e à sua tia Santa Isabel da Hungria, de lhe ser atribuída o Milagre das Rosas.
Houve tempos que era invocada em tempos de guerra.
Sua festa litúrgica e comemorada no dia 9 de abril.

## Ligações exteriores
- Santa Cacilda, princesa moura, eremita, +1007, evangelhoquotidiano.org